# The Groom’s Still Waiting at the Altar
The Groom’s Still Waiting at the Altar – piosenka z 1981 roku napisana przez Boba Dylana. Utwór nagrał w maju 1981 r., a wydany został na albumie Shot of Love (1981) oraz na singlu (strona B).

## Historia
Utwór ten został nagrany w studiu Clover Recorders w Los Angeles w Kalifornii na początku maja 1981 r. Była to czternasta sesja nagraniowa tego albumu. Producentem sesji byli Chuck Plotkin i Bob Dylan.
„The Groom’s Still Waiting at the Altar”, pierwotnie potraktowany jako odrzut z czternastej sesji nagraniowej do albumu, pojawił się wcześniej na promocyjnym winylu, i nawet cieszył się pewną popularnością w radiu w 1981 r.
Piosenka ta była wykonywana przez Dylana na koncertach w 1980 i 1981 r.

## Muzyka
Od strony muzycznej piosenka jest energicznym rhythmandbluesowym utworem, przypominającym niektóre kompozycje Dylana z połowy lat 60. XX w.

## Tekst
Chociaż podczas pisania tego utworu Dylan już wychodził z okresu chrześcijańskiego, to wciąż wykorzystywał Nowy Testament i w ogóle religijne treści. Bert Cartwright w swoim artykule The Bible in the Lyrics od Bob Dylan: 1985–1990 sugerował takie wzory jak: Ewangelia Mateusza 9:15, List do Efezjan 5:25 i Księga Ozeasza (2:19–20). Z kolei Michael Gray w swojej książce Song & Dance Man III: The Art. of Bob  Dylan. zasugerował, że cały właściwie kontekst piosenki może być sprowadzony do Ewangelii Jana 3:28–29. Gray postrzegał tę aluzję jako metaforę, w której pan młody to Chrystus i Kościół, a panna młoda, to wierni.

## Personel
- Bob Dylan – wokal, gitara
- Steve Ripley – gitara
- Fred Tackett – gitara
- Danny Kortchmar – gitara
- Steve Douglas – saksofon
- Benmont Tench – instrumenty klawiszowe
- Carl Pickhardt – fortepian
- Tim Drummond – gitara basowa
- Jim Keltner – perkusja
- Madelyn Quebec, Regina Havis, Clydie King – chórki

## Dyskografia
Single
- 1981: „Heart of Mine”/„The Groom’s Still Waiting at the Altar”

Albumy
- 1981: Shot of Love (reedycja: 1985)
- 1985: Biograph
- 1994: Bob Dylan’s Greatest Hits Volume 3

## Wykonania przez innych artystów
- 1994: Andy Coburn – Tribute to Bob Dylan, Volume 1
- 1995: Rod Stewart – singel
- 1995: Hammond Gamble – Plugged in and Blue
- 2000: Michel Montecrossa – Born in Time